# Turbanellidae
Famille
Les Turbanellidae sont une famille de gastrotriches.

## Liste des genres
Selon World Register of Marine Species (22 juin 2025) :
- Desmodasys Clausen, 1965
- Dinodasys Remane, 1927
- Paraturbanella Remane, 1927
- Prostobuccantia Evans & Hummon, 1991
- Pseudoturbanella d'Hondt, 1968
- Turbanella Schultze, 1853

## Systématique
Cette famille a été décrite par Remane en 1926.

## Publication originale
- (de) Remane, « Morphologie und verwandtschaftsbeziehungen der aberranten gastrotrichen I », Zeitschrift für Morphologie und Ökologie der Tiere, 1926, vol. 5, no 4, p. 625-754.